# Organisation sociale
L'organisation sociale est en sciences sociales un processus de formation des structures sociales ayant tendance à réguler et ordonner les interactions sociales entre entités sociales. Cette organisation comporte ses propres normes sociales, formes de hiérarchisation et sa propre culture.
Elle représente aussi ses formes observables « organisées » (les structures sociales) : sociétés, individus, entreprises, communautés, etc.

## Organisation sociale, en tant que formation observable
Une organisation sociale, au sens de structure sociale, est une forme organisée et relativement stable, observable, à laquelle il est possible d'attribuer du sens. Usuellement, on fait référence aux collectifs, aux sociétés, aux entreprises, aux institutions sociales.
Dans La Mise en scène de la vie quotidienne, le sociologue Erving Goffman expose quelques traits d'une organisation sociale anglo-américaine. Il la compare à un lieu entouré de barrières pour contrôler la perception qu'elle donne d'elle-même. Il indique quatre perspectives qui permettent de l'étudier. La première est un point de vue d'ordre technique, selon son efficacité ou inefficacité à atteindre des objectifs ; le second est le point de vue politique, recherchant les sortes d’interaction entre ses membres, et le contrôle social qui permet d'essayer de l'assurer ; une autre possibilité est d'analyser sa structure, à savoir ses différenciations horizontales et verticales ; enfin, un thème assez courant pour comprendre une organisation sociale est le culturel, décrivant quelle morale, quels gouts, politesse, président les savoirs humains. Une organisation humaine relève simultanément de ces quatre perspectives, mais chacune d'elles entraine une hiérarchisation différente des faits.
De plus, il est pertinent de décrire une organisation sociale du point de vue de sa maitrise des impressions qu'elle délivre à l'extérieur. Une organisation se compose d'un certain nombre de personnes qui coopèrent pour construire une simulation préparée dans ce but. Cette apparence, que l'organisation souhaite donner, doit être conforme à la norme sociale et à l'étiquette (code). De ce fait l'organisation sociale se divise en deux zones : une région antérieure, cachée de l'extérieur, où elle prépare sa mise en scène, et une région postérieure, visible de l'extérieur, où elle exécute cette mise en scène. L'organisation sociale en cause contrôle l'accès à ces régions. Pour parvenir à leur but, les membres de l'organisation entretiennent des rapports de familiarité, de solidarité, de loyauté et partagent un certain nombre de secrets. Souvent, l'extérieur contribue au succès de l'opération : son degré d'opposition ou d'accord aux déclarations de l'organisation est la plupart du temps convenu d'avance. Cependant il arrive des accidents qui mettent en cause la crédibilité de l'apparence donnée. Alors intérieur comme extérieur de l'organisation utilisent des techniques pour rétablir la situation.

## Organisation sociale, en tant que processus de formation des structures sociales
L'organisation sociale peut aussi faire référence au processus donnant forme aux structures sociales observables.

## Théories de l'organisation sociale
- Interactionnisme structural
- Stratification sociale

L'organisation sociale passe par pauvreté et tout ce qui est synonymes de pauvreté

Une théorie de l'organisation sociale ?... Fresque murale à Maracaibo, avenue de la Liberté, Venezuela.